# Kónya József (polgármester)
Kónya József (Dévaványa, 1944. augusztus 6. –) református lelkész, polgármester.
Kegyessége népegyházi, nem hitvalló, prédikációi nem magyarázó stílusúak voltak, hanem inkább spontán. 

## Élete
Általános iskolába Dévaványán járt, gimnáziumba Szeghalmon. 1963-tól 1968-ig a Debreceni Református Teológiai Akadémia hallgatója volt, 1970-ig segédlelkész, majd beosztott lelkész Fehérgyarmaton. A zsarolyáni gyülekezetnek 1970-tól 2014-ig lelkipásztora.
Zsarolyáni lelkészi munkája mellett 1973 óta a természet dolgaival is foglalkozni kezdett, részt vesz a Magyar Madártani Egyesület megszervezésében, a Szatmár-beregi Tájvédelmi Körzet létrehozásában, volt a Hortobágyi Nemzeti Parknak a dolgozója is. Környezetvédőként a Hazafias Népfront megyei munkájában évekig részt vett.
A zsarolyániak kérésére 1990-ben elvállalta a jelöltséget - és 2006-ig folyamatosan polgármester is.

## Elismerései
- Pro Natura díj[2] (2005)
- Dobos Károly lelkészi díj[3] (2014)